# 청주 송인수 묘소 및 신도비
청주 송인수 묘소 및 신도비(淸原 宋麟壽 墓所 및 神道碑)는 충청북도 청주시 상당구 문의면 남계리에 있는 무덤 및 신도비이다. 2004년 9월 17일 충청북도의 기념물 제131호로 지정되었다.

## 참고 문헌
- 청주 송인수 묘소 및 신도비 - 국가유산청 국가유산포털